# Biographisches Lexikon des Kaiserthums Oesterreich
Biographisches Lexikon des Kaiserthums Oesterreich es una enciclopedia biográfica del siglo XIX en lengua alemana sobre personalidades del Imperio austríaco escrita por Constant von Wurzbach.

## Historia
Fue publicada desde 1851 hasta el año 1891. El autor de la obra fue el funcionario Constant von Wurzbach. En la enciclopedia se recogían artículos biográficos de personalidades nacidas en las tierras del Imperio austríaco de 1855, desde 1750 hasta 1850.
El autor finalizó su obra el 13 de julio de 1891.

## Estructura
La obra consta de 60 volúmenes en los que figuran 24.254 artículos biográficos. De ellos, se considera que dos tercios de los mismos son únicos, al no haberse escrito anterior y posteriormente referencias biográficas sobre el personaje.